# Verräter wie wir
Verräter wie wir (Originaltitel: Our Kind of Traitor) ist ein Roman des britischen Schriftstellers John le Carré über einen hochrangigen Geldwäscher der russischen Mafia, der sich nach Großbritannien absetzen möchte, weil er um sein Leben fürchtet. Die Originalausgabe erschien am 16. September 2010 in London, die deutsche Übersetzung von Sabine Roth am 27. Oktober 2010 beim Ullstein Verlag in Berlin. Eine Verfilmung des Romans kam im Jahr 2016 in die Kinos.

## Inhalt
Während eines Antigua-Urlaubs lernen der britische Oxford-Dozent Perry Makepiece und seine Freundin, die Rechtsanwältin Gail Perkins, beim Tennisspielen den vermeintlichen russischen Geschäftsmann Dimitri, genannt „Dima“, Wladimirowitsch Krasnow kennen, der, wie sich später herausstellt, oberster Geldwäscher eines Syndikats von sieben Wory-Bruderschaften ist. Dima bittet Perry, Kontakt mit dem britischen Geheimdienst herzustellen, weil er sich mit seiner Familie nach Großbritannien absetzen möchte. Nach der Ermordung eines guten Freundes, der beim Anführer des Syndikats, dem so genannten „Prinzen“, in Ungnade gefallen ist, fürchtet Dima um sein Leben. Er bietet dem britischen Geheimdienst im Gegenzug für Asyl umfangreiche Informationen über sein Syndikat und deren Geldwäscheaktivitäten an, in die auch zahlreiche Geschäftsleute und Regierungsbeamte westlicher Staaten involviert sind.
Der britische Geheimdienst reagiert aufgrund der Brisanz der zu erwartenden Enthüllungen zögerlich und überträgt Hector Meredith eine inoffizielle Operation. Dieser beauftragt Luke Weaver, einen in Ungnade gefallenen Agenten, der sich unbedingt rehabilitieren will, und rekrutiert Perry und Gail, auf deren Beteiligung Dima besteht. Sie nehmen beim Finale der French Open 2009 in Paris Kontakt zu Dima auf. Dieser will seine Familie schnellstmöglich nach Großbritannien evakuieren, da er nach einer geplanten Vermögensübertragung an den „Prinzen“ in höchster Lebensgefahr schwebt. Doch in Großbritannien hält man sich bedeckt und will erst die Informationen prüfen, während sich einflussreiche Kreise aus der Londoner Finanzwelt jede Störung ihrer Transaktionen mit dem Finanzinstitut der Worys verbitten. Dima reist nach Bern, um die Geschäftspapiere zu unterzeichnen und trifft sich anschließend mit Luke. Beide erreichen nur unter allergrößten Anstrengungen das Charterflugzeug, das sie nach Großbritannien bringen soll. Kurz nach dem Abheben explodiert die Maschine. Niemand übernimmt die Verantwortung für das Geschehen, das als unerklärlicher Unfall ad acta gelegt wird.

## Kritiken
In der englischsprachigen Kritik erhielt das Buch überwiegend positive Kritiken. So lobte Christopher Tayler von der englischen Zeitung The Guardian die glaubwürdige Darstellung des russischen Verbrechermilieus, kritisierte aber gleichzeitig die zu lange und zu detaillierte Einleitung des Buchs.
Auch die Kritiken der deutschsprachigen Ausgabe waren zum größten Teil positiv. So sieht Sebastian Hammelehle im Spiegel darin
„eine von virilem Schnurren durchzogene, geradezu muskulös erzählte Geschichte“, Thomas Wörtche auf Deutschlandradio Kultur „meisterhafte Dialoge, die nur so funkeln vor Witz, Esprit und Anspielungsreichtum.“ Günther Grosser liest in der Berliner Zeitung
„ein Meisterwerk der Altersweisheit“, Antje Deistler findet den Roman auf WDR 2 „einfach großartig, erfrischend, sehr amüsant“. Für Sylvia Staude in der Frankfurter Rundschau ist es ein „feiner neuer Roman“. Für Burkhard Müller in der Süddeutschen Zeitung „krankt [der Roman] an einem betrüblichen Mangel an Zynismus“.
Thomas David hat le Carré anlässlich des Romans für die Frankfurter Allgemeine Zeitung interviewt, Denis Scheck den Autor für den Deutschlandfunk.

## Film
Eine Verfilmung des Romans kam im Jahr 2016 unter demselben Titel in die Kinos. Regie führte Susanna White, das Drehbuch schrieb Hossein Amini.

## Ausgaben
- John le Carré: Our Kind of Traitor. Viking, London 2010, ISBN 978-0-670-91901-7.
- John le Carré: Verräter wie wir; deutsch von Sabine Roth; Ullstein Berlin 2010. ISBN 978-3-550-08833-9.
- John le Carré: Verräter wie wir; Taschenbuch, gleiche Übersetzung, Ullstein Berlin 2011. ISBN 978-3-548-28391-3.